# Beáta Hrnčiříková
Beáta Hrnčiříková (* 3. května 2000 Ostrava) je česká herečka.

## Životopis
Narodila se v Ostravě, ale vyrůstala v jižních Čechách. Vystudovala herectví na Janáčkově konzervatoři v Ostravě. Studium dokončila rolí Sáši ve hře Ivanov.
Její první divadelní rolí po absolutoriu byla Zdenička v pohádce Královna Koloběžka První. V roce 2020 vstoupila do angažmá v ostravském Divadle Mír. Od roku 2020 se objevuje jako host ve skečích komediálního uskupení Tři tygři. V roce 2021 ztvárnila frekventantku Ester v televizním seriálu 1. mise.

## Divadelní role, výběr
- 2019 Jan Werich, Václav Klemens: Královna Koloběžka První, Zdenička (v alternaci s Andreou Zatloukalovou), Slezské divadlo Opava, režie Martin Tichý
- 2020 Sébastien Thiéry: Dva úplně nazí muži, mladá žena (v alternaci s Pavlou Gajdošíkovou), Divadlo Mír, režie Václav Klemens
- 2020 Štěpán Kozub, David Vyhnánek: Trochu hodně mimo, Saša (v alternaci s Danou Jacekovou), Divadlo Mír, režie Štěpán Kozub a David Vyhnánek[5]
- 2021 Francis Veber: Chlap na zabití, Louisa (v alternaci s Kristýnou Lipinovou), Divadlo Mír, režie Peter Gábor

## Filmografie
| Rok  | Název                        | Role                        | Poznámky                                |
| ---- | ---------------------------- | --------------------------- | --------------------------------------- |
| 2020 | Riško a Fučo: Na konci cesty |                             |                                         |
| 2020 | Porota                       |                             |                                         |
| 2020 | sKORO NA mizině              | ona sama                    | internetový seriál, díl: „Došly prachy“ |
| 2020 | VyPlašení                    | Žaneta                      | internetový seriál                      |
| 2020 | Tři tygři                    | různé role                  | internetové skeče                       |
| 2021 | 1. mise                      | Ester                       | televizní seriál, vedlejší role         |
| 2021 | Kumštýři: Ostruhy nekonečna  | herečka Tereza              |                                         |
| 2021 | Volným pádem                 | Klára                       |                                         |
| 2021 | Porota 2                     |                             | filmová inscenace                       |
| 2021 | Scénický kaleidoskop         |                             | filmová inscenace                       |
| 2023 | Dobré ráno, Brno!            | Johana Kuršová, dcera Mirka | televizní seriál, 1.–2. řada            |
| 2024 | Dobré ráno, Brno!            | Johana Kuršová, dcera Mirka | televizní seriál, 1.–2. řada            |